# Birgit Koch (Schauspielerin)
Birgit Koch (* 1950 in Freiburg im Breisgau) ist eine deutsche Schauspielerin, Hörspielsprecherin und Autorin von Hörspielen, Features und Kabarett-Programmen.

## Leben
Birgit Koch wurde in Freiburg im Breisgau geboren, wo sie auch aufwuchs.
Von 1973 bis 1977 absolvierte Birgit Koch ihre Schauspielausbildung an der Neuen Münchner Schauspielschule. Seit 1978 hat sie als Schauspielerin vor der Kamera in mehreren Filmen und Fernsehserien mitgewirkt, darunter in Serien wie Derrick, Der Fahnder, Marienhof, Tiere bis unters Dach und in SOKO München. In der ARD-Telenovela Sturm der Liebe spielte sie im September 2021 für drei Folgen eine Gastrolle als Baronin Wilma Johanna von Zweigen. Ab Dezember 2023 gehörte Koch in der gleichen Rolle zur Hauptbesetzung der Serie. Im Februar 2024 starb sie dort den Serientod.
Birgit Koch war auch an verschiedenen Theatern als Darstellerin tätig. So stand sie unter anderem in Theaterstücken wie Faust. Eine Tragödie auf der Bühne. Daneben war sie mehrere Jahre lang als Sprecherin von Hörspielen, Werbespots und als Programmansagerin beim Südwestrundfunk tätig.
Birgit Koch lebt in München. Neben ihrer Muttersprache Deutsch spricht sie auch Englisch, Italienisch und Französisch.

## Filmografie (Auswahl)
- 1978: Derrick (Fernsehserie, 1 Folge)
- 1983: Weißblaue Geschichten (Fernsehserie, 1 Folge)
- 1996: Dr. Stefan Frank – Der Arzt, dem die Frauen vertrauen (Fernsehserie, 1 Folge)
- 1997: Der Fahnder (Fernsehserie, 1 Folge)
- 1997: T.V. Kaiser (Fernsehserie, 1 Folge)
- 1998–2004: SOKO München (Fernsehserie, 3 Folgen)
- 1998: Höllische Nachbarn (Fernsehserie, 1 Folge)
- 1999: Marienhof (Fernsehserie, 4 Folgen)
- 2001: Streit um drei (Fernsehserie, 1 Folge)
- 2008: Tatort: Seenot
- 2010: Tiere bis unters Dach (Fernsehserie, 3 Folgen)
- 2012: SOKO Stuttgart (Fernsehserie, 1 Folge)
- 2019: Watzmann ermittelt (Fernsehserie, 1 Folge)
- 2021, 2023–2024: Sturm der Liebe (Fernsehserie, 46 Folgen)

## Hörspiele (Auswahl)
Die ARD-Hörspieldatenbank enthält (Stand: Dezember 2023) für den Zeitraum von 1977 bis 2010 insgesamt 33 Datensätze, bei denen Birgit Koch als Sprecherin geführt wird. Bei dem Hörspiel Elfriede ist sie auch als Autorin genannt.
- 1977: Theodor Weißenborn: Thanatos (Sekretärin) – Regie: Ulrich Gerhardt (Hörspiel – BR)
- 1978: Werner Waldmann: Die Nacht vor dem Flug (Praxissekretärin) – Regie: Willy Purucker (Original-Hörspiel, Kriminalhörspiel – BR)
- 1978: Ulrich Horstmann: Nachrede von der atomaren Vernunft und der Geschichte. Requiem für eine Akademie – Regie: Bernd Lau (Originalhörspiel, Science-Fiction-Hörspiel – BR/SR)
- 1978: William Somerset Maugham: Und abends in die Komödie: Finden Sie, dass Constanze sich richtig verhält? (Ein Hausmädchen) – Regie: Günther Sauer (Hörspielbearbeitung – BR)
- 1979: Wolfgang Weyrauch: Sonnenblume, Fledermaus (Zwei Hausfrauen) – Regie: Gert Westphal (Originalhörspiel – BR)
- 1987: Lothar Walser: Der Abend nach Martini – Regie: Matthias Spranger (Originalhörspiel, Mundarthörspiel (schwäbisch) – SWF)
- 1989: Armin Ayren: Geschichten der Heimat: Peru liegt in Afrika. unter Beteiligung von Schülern und Schülerinnen des Wenzinger-Gymnasiums, Freiburg – Regie: Matthias Spranger (Originalhörspiel, Mundarthörspiel (schwäbisch) – SWF)
- 1994: Hermann Ebeling: Net zum glauben / Traumgeschichten: Hinner de Welt isch's au schön. Ein badisch-pfälzisches Mundarthörspiel – Regie: Hartmut Kirste (Originalhörspiel, Mundarthörspiel – SDR)
- 1999: Hermann Ebeling: Licht am Ende vom Tunnel oder Dem Herrn Haferkorn sein Hobby – Regie: Hartmut Kirste (Originalhörspiel, Mundarthörspiel – SWR)
- 2001: Hans Suter: Waldjustiz – Regie: Hubertus Gertzen (Originalhörspiel, Mundarthörspiel – SWR)
- 2002: Mit Co-Autor Martin Schley: Mundart und Musik: Elfriede. Alemannisches Hörspiel (auch Sprecherin) – Regie: Andreas Weber-Schäfer (Originalhörspiel, Mundarthörspiel – SWR)
- 2003: Hugo Rendler: Polizeiwachtmeister Schrecks letzter Versuch mit Freundlichkeit oder: Jetzt ist dann aber Schluss mit lustig. Alemannisches Mundarthörspiel – Regie: Hubertus Gertzen (Originalhörspiel, Mundarthörspiel – SWR)
- 2003: Christina Calvo: Sehe jeder, wie er's treibe. Alemannisches Hörspiel – Regie: Michael Utz (Originalhörspiel, Mundarthörspiel – SWR)
- 2010: Hugo Rendler: Radio-Tatort: Finkbeiners Geburtstag (Polizistin) – Regie: Mark Ginzler (Originalhörspiel, Kriminalhörspiel – SWR)

Quelle: ARD-Hörspieldatenbank